# Nacogdoches, Texas
Nacogdoches là một thành phố thuộc quận Nacogdoches, tiểu bang Texas, Hoa Kỳ. Năm 2010, dân số của xã này là 32996 người.

## Dân số
- Dân số năm 2000: 29914 người.
- Dân số năm 2010: 32996 người.